# ابراهیم نجفی
ابراهیم نجفی اسپیلی (زاده شهریور ۱۳۵۳) نماینده اصولگرای دورهٔ یازدهم و دوازدهم مجلس شورای اسلامی ایران است. وی موفق شده در انتخابات میان‌دوره‌ای مجلس شورای اسلامی دوره یازدهم که در تاریخ ۲۸ خرداد ۱۴۰۰ برگزار شد، با کسب ۱۲ هزار و ۷۰۹ رای، از حوزه انتخابیه آستانه اشرفیه از استان گیلان انتخاب گردد و به مجلس راه یابد.
نجفی جایگزین محمدعلی رمضانی شد که در ۱۰ اسفند ۱۳۹۸ و پیش از شروع مجلس به سبب ابتلا به کرونا درگذشت.

## سوابق
- کارشناس بنیاد مسکن
- عضو مجمع نمایندگان گیلان
- کارشناس دادگستری
- عضو سازمان نظام مهندسی گیلان
- بیست سال سابقه در بنیاد مسکن انقلاب اسلامی
- عضو سه دوره متوالی شورای اسلامی شهر آستانه اشرفیه[۳]
- عضو کمیسیون های عمران، حقوقی، ماده ۱۰۰ و ماده ۵ شورای اسلامی شهر آستانه اشرفیه
- عضو کمیسیون کشاورزی، آب و منابع طبیعی مجلس شورای اسلامی
- عضو در شورای ائتلاف نیروهای انقلاب اسلامی شهرستان آستانه اشرفیه
- عضو جمعیت مردمی نیروهای انقلاب شهرستان آستانه اشرفیه
- عضو اصولگرایان پیرو خط امام خمینی(ره) شهرستان آستانه اشرفیه
- کارمند اداره بنیاد مسکن (۱۳۸۱) در شهرستان های؛ فومن، لاهیجان و آستانه اشرفیه
- دارای مدرک کارشناسی عمران و کارشناسی ارشد علوم قرآنی